# Fonología del alemán
La fonología del alemán describe la fonología del alemán estándar. Ya que el alemán es un idioma pluricéntrico, hay varias pronunciaciones del alemán estándar, que, sin embargo, concuerdan en muchos aspectos. Además la fonología alemana es en cierto punto complicada.

## Vocales
Fonológicamente el alemán distingue entre vocales largas o tensas /iː, yː, eː, (ɛː), øː, oː, uː/ y breves o laxas /ɪ, ʏ, ɛ, œ, ɔ, ʊ/. Existe cierta discusión sobre si el contraste es más de duración o de tensión muscular (en este artículo hablaremos indistintamente de una forma u otra). En la escritura la cantidad vocálica no siempre se marca claramente, por lo que estas vocales se representan frecuentemente sólo mediante los siguientes signos <i, ü, e, ö, ä, a, o, u> [las vocales en sílaba abierta tónica suelen ser largas, mientras que las vocales en sílaba trabada suelen ser breves, a veces en sílaba trabada se escribe un -h tras la vocal para indicar que se trata de una vocal larga (Mehr 'más', Sohn 'hijo', etc.), además el dígrafo ie en alemán moderno es siempre una /iː/). En una sílaba átona existe el alófono [ə] de /e/, pero no es un fonema diferente. Igualmente en alemán estándar en varios entornos /r/ se realiza mediante el alófono vocálico [ɐ] (también escrito como [r̩]) que tampoco es un fonema independiente, sino sólo una relación fonética de /r/. El siguiente cuadro recoge los alófonos vocálicos del alemán (el número de fonemas es más reducido):
|               | vocal anterior | vocal anterior | vocal anterior | vocal anterior | vocal central | vocal central | vocal posterior | vocal posterior |
| no redondeada | no redondeada  | redondeada     | redondeada     |                | vocal central | vocal central | vocal posterior | vocal posterior |
| breve         | larga          | breve          | larga          | breve          | larga         | breve         | larga           |                 |
| ------------- | -------------- | -------------- | -------------- | -------------- | ------------- | ------------- | --------------- | --------------- |
| cerrada       | i1             | iː             | y1             | yː             |               |               | u1              | uː              |
| casi cerrada  | ɪ              |                | ʏ              |                |               |               | ʊ               |                 |
| semicerrada   | e1             | eː             | ø1             | øː             |               |               | o1              | oː              |
| media         |                |                |                |                | ə2            |               |                 |                 |
| semiabierta   | ɛ              | ɛː3            | œ              |                |               |               | ɔ               |                 |
| abierta       |                |                |                |                | a             | aː            |                 |                 |
1 Las breves [ i y u e ø o ] sólo aparecen en sílabas átonas de préstamos, como Psychometrie [psyçomeˈtriː]'psicometría'. Se consideran usualmente como alófonos complementarios de sus contrapartes largas que no pueden aparecer en una sílaba átona.
2 El schwa [ə]  aparece solamente en sílabas átonas, como en besetzen [bəˈzɛt͡sən] 'ocupar'. A menudo se considera un alófono complementario de [ɛ] que no puede aparecer en sílabas átonas.
Si una tónica está seguida por la coda de la sílaba, el schwa a menudo desaparece, así la tónica se transforma en silábica, como en Kissen [ˈkʰɪsn̩]"almohada", Esel [ˈeːzl̩] "asno", besser [ˈbɛsr̩] "mejor". Note que la silábica [r̩] es realizada como [ɐ] en muchas variedades, como besser [ˈbɛsɐ] "mejor".
3 La vocal no redondeada anterior semiabierta [ɛː] ha sido objeto de muchas discusiones. En la actualidad la mayor parte de los hablantes simplemente la realizan como vocal no redondeada anterior semicerrada [eː]. Otros autores han llegado a considerar que /ɛː/ es una sobrecorrección.
Ejemplos: Ähre [ɛːrə] 'espiga' (de trigo, etc.)—Ehre [eːrə] 'honor', y Bären [bɛːrən] 'osos'—Beeren [beːrən] 'bayas' suenan igual para muchos hablantes que usan [e:rə] y [be:rən] indistintamente.— El estatus fonológico de [εː] ha sido la fuente de muchas discusiones en la literatura fonológica por varias razones: 
- La inserción del fonema /εː/ es una irregularidad en un sistema vocálico que tiene pares de vocales largas y tensas contra vocales breves y relajadas, como [o:] vs. [ɔ].
- Se ha constatado que [ɛː] en alto alemán se debe más a una pronunciación hipercorrectiva orientada (Bühnendeutsch) vista como una distinción consistente en la real lengua vernácula, mientras que algunos dialectos (Mundarten) tienen una oposición de [e:] contra [ɛ:]; hay un pequeño acuerdo entre dialectos de que exactamente los ítems léxicos fueran pronunciados con [e:] y [ε:].
- Es posible suponer que [ε:] es 'solamente' una pronunciación ortográfica (más que un rasgo ‘original’ del idioma), es decir, un intento por parte de los hablantes de 'hablar como se escribe' (sprechen wie gedruckt) y distinguir las grafías e y ä (es decir, los usuarios del idioma permiten la existencia de e y ä en el idioma escrito para hacerlas distintas en el idioma hablado).
- Muchos hablantes con otro idiolecto estándar encuentran mucha dificultad para pronunciar pasajes largos con todos los [e:]'s y [ε:]'s en los lugares correctos; tales personas aparentemente tienen que imaginarse la ortografía de las palabras en cuestión, lo que impide el flujo del discurso.
- Las vocales anteriores redondeadas (excepto /ʏ/) se centralizan; adicionalmente, /øː, œ/ se bajan ([ø̞̈ː, œ̞̈]).[1]

Las vocales a menudo se analizan de acuerdo con el contraste en la tensión, siendo /i, y, u, e, ø, o,/ las vocales tensas y /ɪ ʏ ʊ ɛ œ ɔ/ sus contrapartes relajadas. Como las vocales checked del inglés, las vocales relajadas del alemán requieren ser seguidas de una consonante, con la notable excepción de [ε:](que, sin embargo, está ausente en muchos dialectos). A fin de aplicar la distinción en parejas de tensas y relajadas a todas las vocales alemanas, a veces [a] es considerada la contraparte relajada de la tensa [a:].

### Diptongos

#### Fonémicos
|              | Punto final | Punto final |
| Anteriores   | Posteriores |             |
| ------------ | ----------- | ----------- |
| Semiabiertas |             | ɔʏ̯          |
| Abiertas     | aɪ̯          | aʊ̯          |

Los diptongos del alemán estándar, de Dudenredaktion, Kleiner & Knöbl (2015)

Los diptongos alemanes son /a͡ɪ a͡ʊ ɔ͡ʏ/, como en Ei /a͡ɪ/  "huevo",  Sau /za͡ʊ/ "cerda", neu /nɔ͡ʏ/   "nuevo". Ocasionalmente, éstos se transcriben como /a͡e a͡o ɔ͡ø/. . En lugar de la transcripción  /ɔ͡ʏ/,  también se usa /ɔ͡ɪ/.
- /aɪ̯/ ha sido descrito como [äɪ],[1][2] [äe̠][3] y [aɛ].[4]
- /aʊ̯/ ha sido descrito como [äʊ],[2] [äʊ̞],[1] [äo̟][3] y [aɔ].[5]
- /ɔʏ̯/ ha sido descrito como [ɔʏ],[2] [ɔʏ̞],[1] [ɔ̝e̠][3] and [ɔœ].[6]

El proceso de lenición está ausente del alemán estándar; por lo tanto, las secuencias /aɪ̯ə aʊ̯ə ɔʏ̯ə/ nunca se pronuncian *[aə̯ aə̯ ɔə̯] ni *[aː aː ɔː].

#### Fonéticos
Marginalmente, aparecen otros diptongos más, como por ejemplo:
- [ʊɪ̯] en interjecciones tales como pfui [p͡fʊɪ̯],

O en préstamos, entre otros, [œɪ̯ ɔʊ̯ ɛɪ̯ o̯a] como en
- Feuilleton [fœɪ̯ˈtɔ̃], frecuentemente [føːiˈtʰɔŋ], [føːjiˈtʰɔŋ],
- Homepage [ˈhɔʊ̯mˌpʰɛɪ̯d͡ʒ], frecuentemente [ˈho:mˌpʰe:t͡ʃ],
- Croissant [kro̯aˈsɑ̃], [krwaˈsɑ̃], [krwaˈsaŋ].

Usualmente estos no se cuentan como diptongos entre los hablantes alemanes, quienes frecuentemente sienten que son marcas distintas de "palabras extranjeras" (Fremdwörter).
- Wiese (1996) afirma que muchos hablantes de alemán utilizarán la expresión ok con [ɔʊ̯ˈkɛɪ̯] como una pronunciación posible con bastante frecuencia,[7] y que alternativamente, [ɔʊ̯] y [ɛɪ̯] pueden ser monoptonguizados a [oː] y [eː], respectivamente.[7] Sin embargo, ni Mangold (2005) ni Krech et al. (2009) reconocen estos como fonemas. En su lugar, se prescriben pronunciaciones con, respectivamente, /oː/ y /eː/ en cada préstamo del inglés que contengan /oʊ/ y /eɪ/.

En los dialectos donde /r/ se vocaliza en [ɐ] en la coda de la sílaba (ver abajo), un diptongo terminado en [ɐ̯] puede formarse, virtualmente, con cualquier vocal, por ejemplo en Tor [tʰoːɐ̯] «puerta» or in Würde [ˈvʏɐ̯də] «dignidad».
| Diptongo      | Diptongo      | Ejemplo      | Ejemplo    | Ejemplo                       |
| Fonémicamente | Fonéticamente | AFI          | Ortografía | Traducción                    |
| ------------- | ------------- | ------------ | ---------- | ----------------------------- |
| /iːr/         | [iːɐ̯]         | [viːɐ̯]       | wir        | nosotros                      |
| /yːr/         | [yːɐ̯]         | [fyːɐ̯]       | für        | para                          |
| /uːr/         | [uːɐ̯]         | [ˈʔuːɐ̯laʊ̯pʰ] | Urlaub     | vacaciones                    |
| /ɪr/          | [ɪɐ̯]          | [vɪɐ̯tʰ]      | wird       | él/ella se convierte          |
| /ʏr/          | [ʏɐ̯]          | [ˈvʏɐ̯də]     | Würde      | dignidad                      |
| /ʊr/          | [ʊɐ̯]          | [ˈvʊɐ̯də]     | wurde      | Yo me/Él se/Ella se convirtió |
| /eːr/         | [eːɐ̯]         | [meːɐ̯]       | mehr       | más                           |
| /øːr/         | [øːɐ̯]         | [høːɐ̯]       | hör!       | ¡(Tú) escucha!                |
| /oːr/         | [oːɐ̯]         | [tʰoːɐ̯]      | Tor        | puerta                        |
| /ɛːr/         | [ɛːɐ̯]         | [bɛːɐ̯]       | Bär        | oso                           |
| /ɛr/          | [ɛɐ̯]          | [ʔɛɐ̯ftʰ]     | Erft       | Erft                          |
| /œr/          | [œɐ̯]          | [dœɐ̯tʰ]      | dörrt      | Él/Ella se seca               |
| /ɔr/          | [ɔɐ̯]          | [ˈnɔɐ̯dn̩]     | Norden     | norte                         |
| /aːr/         | [aːɐ̯]         | [vaːɐ̯]       | wahr       | verdadero                     |
| /ar/          | [aɐ̯]          | [haɐ̯tʰ]      | hart       | duro                          |

Diptongos alemanes que terminan en /[ɐ̯]/ (parte 1), de Kohler (1999)

Diptongos alemanes que terminan en /[ɐ̯]/ (parte 2), de Kohler (1999)

Wiese (1996) nota que el contraste de longitud no es muy estable antes no prevocálica /r/ y que "Meinhold y Stock (1980, p. 180), siguiendo los diccionarios que pronuncian (Mangold (1990),Krech y Stötzer (1982)) juzgan la vocal en Art, Schwert, Fahrt a ser largas, mientras que la vocal en Ort, Furcht, hart se supone que es corto. La base fáctica de esta supuesta distinción parece muy cuestionable." Continúa afirmando que en su propio dialecto, no hay diferencia de longitud en estas palabras, y que los juicios sobre longitud de la vocal delante de no prevocálica /r/ que sí mismo se vocalizados son problemáticos, en particular, si /a/ precede.
De acuerdo con el análisis «corto», los mencionados diptongos «largos» se analizan como [iɐ̯], [yɐ̯], [uɐ̯], [eɐ̯], [øɐ̯], [oɐ̯], [ɛɐ̯] y [aɐ̯]. Esto hace que /aːr/ no prevocálica y /ar/ homófonos como [aɐ̯] o [aː]. /ɛːr/ y /ɛr/ no prevocálicas también puede fusionarse, pero el gráfico vocal en Kohler (1999, p. 88) muestra que tienen en algo diferentes puntos de partida.
Wiese (1996) también afirma que "la debilidad de la vocal se prevé que tenga lugar en las vocales más cortas; que en efecto, parecen ir de la mano con la vocal, acortándose en muchos casos."

## Consonantes
Con aproximadamente 25 fonemas, el sistema consonántico alemán presenta un número promedio de fonemas en comparación con otros idiomas. Uno de los más dignos de mención es la consonante africada inusual /p͡f/. El siguiente cuadro representa los alófonos consonánticos (no todos son fonemas distintos): 
|             | Bilabial | Labio- dental | Alveolar | Post- alveolar | Palatal | Velar | Uvular | Glotal |
| ----------- | -------- | ------------- | -------- | -------------- | ------- | ----- | ------ | ------ |
| Oclusiva    | p b      |               | t d      |                |         | k ɡ   |        | (ʔ)¹   |
| Africada    | p͡f       |               | t͡s       | t͡ʃ dʒ͡2         |         |       |        |        |
| Nasal       | m        |               | n        |                |         | ŋ5    |        |        |
| Fricativa   |          | f v6          | s z      | ʃ ʒ²           | ç³      | x³    | ʁ4     | h      |
| Aproximante |          |               |          |                | j       |       |        |        |
| Líquida     |          |               | r4 l     |                |         |       | ʀ4     |        |
1. En los dialectos septentrionales, [ʔ] aparece antes de raíces con vocal inicial. A menudo no se considera un fonema sino una marca opcional de límite de raíces.
2. [d͡ʒ] y [ʒ] aparecen solo en palabras de origen extranjero (Journal [ʒ̊ʊʁˈnaːl] 'diario', Jeans [ʤ̥iːns] 'pantalones vaqueros'). En algunos dialectos, se reemplazan por [t͡ʃ] y [ʃ] respectivamente.
3. [ç] y [x] se consideran tradicionalmente como alófonos después de vocales anteriores y posteriores, comoquiera que haya por lo menos mínimo una pareja, gracias a la composición. Para un análisis más detallado ver abajo en ich-Laut y ach-Laut.  De acuerdo con algunos análisis, [χ] es un alófono de [x] después de /a aː/ y de acuerdo con algunos también después de /ʊ ɔ a͡ʊ/.
4. [r], [ʁ] y [ʀ] son alófonos libres entre sí. [r] se usa solamente en los dialectos meridionales. En la coda silábica, el alófono [ɐ] se usa en muchos dialectos, excepto en el suroeste.
5. Algunos fonólogos rechazan /ŋ/ y en vez de éste usan /nɡ/, y/nk/ en vez de /ŋk/. La secuencia fonémica /nɡ/ se realiza como [ŋɡ] cuando /ɡ/ puede iniciar un comienzo válido de la siguiente sílaba cuyo núcleo es otra vocal átona /ə/, /ɪ/, o /ʊ/.  Se convierte en [ŋ] de otra manera.  Ejemplo:
  - dipthong /dɪftɔnɡ/ [dɪftɔŋ] : diphthongieren /dɪftɔnɡirən/ [dɪftɔŋɡiːʁn̩]
  - Englisch /ɛnɡlɪʃ/ [ɛŋlɪʃ] : Anglo /anɡlo/ [aŋɡlo]
  - Ganges /ɡanɡəs/ [ɡaŋəs] ~ /ɡanɡɛs/ [ɡaŋɡɛs]
6. [ʋ] se considera ocasionalmente como alófono de [v], especialmente en los dialectos meridionales del alemán.

No hay un acuerdo completo sobre la naturaleza de /j/; se ha descrito como una fricativa AFI: [ʝ], Una fricativa, que puede ser fricada menos fuertemente que /ç/, y un aproximante AFI: [j].
Las oclusivas sordas /t/, /p/, /k/ son aspiradas, excepto cuando van precedidas por una sibilante. Las obstruyentes /b d ɡ z ʒ/ son sordas [b̥ d̥ ɡ̊ z̥ ʒ̊] en los dialectos meridionales.
Teniendo en cuenta las consideraciones anteriores el cuadro fonémico de las palabras patrimoniales del alemán sería:
|             | Bilabial | Labio- dental | Alveolar | Post- alveolar | Palatal | Velar   | Uvular | Glotal |
| ----------- | -------- | ------------- | -------- | -------------- | ------- | ------- | ------ | ------ |
| Oclusiva    | /p/ /b/  |               | /t/ /d/  |                |         | /k/ /ɡ/ |        |        |
| Africada    | /p͡f/     |               | /t͡s/     | /t͡ʃ/           |         |         |        |        |
| Nasal       | /m/      |               | /n/      |                |         |         |        |        |
| Fricativa   |          | /f/ /v/       | /s/ /z/  | /ʃ/            | /x/     | /x/     |        | /h/    |
| Aproximante |          |               |          |                | /j/     |         |        |        |
| Líquida     |          |               | /l/      |                |         |         | /r/    |        |

### Ich-Lautyach-Laut
El término ich-Laut se refiere a la fricativa palatal sorda [ç]; el término ach-Laut a la fricativa velar sorda [x]. En alemán estos dos sonidos son alófonos que aparecen en distribución complementaria . El alófono [x] aparece después de vocales posteriores y /a aː/ (por ejemplo, en Buch [buːx] ‘libro’); el alófono [ç] después de vocales anteriores (por ejemplo, en ich [ɪç] ‘yo’) y consonantes (por ejemplo, en Furcht [fʊrçt] ‘miedo’) (Kohler 1977, 1990; Wiese 1996: 210).
En préstamos, varía la pronunciación de las fricativas potenciales en el comienzo de las sílabas acentuadas: en los dialectos septentrionales del alemán estándar es [ç], mientras que en los dialectos meridionales es [kʰ] (por ejemplo, en China: [ˈçiːna] vs. [ˈkʰiːna]).
El sufijo diminutivo -chen siempre se pronuncia con un ich-Laut [-çən]. Usualmente, esta terminación provoca el umlaut (comparar, por ejemplo, Hund 'perro' con Hündchen ‘perrito’);así teóricamente podría aparecer solo después de vocales anteriores. Sin embargo, en algunas acuñaciones relativamente recientes, no hay más largo que un umlaut, por ejemplo, en la palabra Frauchen [ˈfra͡ʊçən] ‘female dog master’ (diminutivo de Frau ‘mujer’), de modo que una vocal anterior es seguida por [ç], aunque normalmente debería ser seguida de un it [x], como en rauchen [ˈraʊxən] ‘fumar’.  Hay incluso una pareja para [ç] y[x] debido a este efecto: [kuːçən] Kuhchen ‘vaquita’ vs. [kuːxən] Kuchen ‘pastel’. Esta excepción a la distribución alofónica es considerada por algunos como un efecto del límite morfémico. Sin embargo, muchos fonetistas creen que esto es un ejemplo de fonemicización, donde los alófonos experimentan una escisión en fonemas separados.
La distribución alofónica de [ç] después de vocales anteriores y [x] después de otras vocales también se encuentra en otros idiomas, como escocés, en la pronunciación de light. Sin embargo, no es por ningún medio inevitable: el holandés, el yidis y muchos dialectos meridionales del alemán conservan [x] en todas las posiciones. Así es razonable suponer que en el antiguo alto alemán ih, el antepasado del actual ich, se pronunciaba con [x] más que con [ç]. Y mientras sea imposible saber con certeza si algunas palabras del anglosajón como niht (actual night) se pronunciaban con [x] o [ç], [ç] ambas pronunciaciones son válidas (ver Alófonos consonánticos).
A pesar de la historia fonética, la distribución complementaria de [ç] y [x] en el alemán estándar moderno se describe mejor como la posteriorización de /ç/ después de una vocal posterior, más que la anteriorización de /x/ después de una vocal anterior, porque [ç] se usa en comienzos (Chemie [çemiː]) y después de consonantes (Molch [mɔlç]), y es así considerado el sonido básico.
De acuerdo con ciertos análisis, el ach-Laut alemán se diferencia aún más en dos alófonos, [x] y [χ]. Algunos dicen que [x] aparece /uː oː/ (por ejemplo, en Buch [buːx] ‘libro’) y [χ] después de  /ʊ ɔ a aː a͡ʊ/ (por ejemplo, en Bach [baχ] ‘arroyo’), otros dicen que [x] aparece después de /uː oː ʊ ɔ a͡ʊ/ y [χ] después de /a aː/.

### Parejas fortis-lenis
Diversas consonantes alemanas aparecen en parejas en el mismo punto de articulación y en el mismo modo de articulación, es decir, las parejas/p-b/, /t-d/, /k-g/, /s-z/, /ʃ-ʒ/. Estas parejas frecuentemente se denominan parejas fortis-lenis, ya que describirlas como parejas sorda/sonora no es adecuado. Con ciertas calificaciones, /t͡ʃ-d͡ʒ, f-v/ también se consideran parejas fortis-lenis.
Las plosivas fortis /p, t, k/ son aspiradas en muchos dialectos (las excepciones incluyen los dialectos bávaro-austriacos). La aspiración es más fuerte en el comienzo de una sílaba tónica (como Taler [tʰɑːlər]), más débil en el comienzo de una sílaba átona (como Vater [fɑːtʰər]), y muy débil en la coda (como en Saat [zɑːtʰ]).
Las consonantes lenis /b, d, ɡ, z, ʒ/ son sordas en muchos dialectos meridionales del alemán. Por claridad, frecuentemente se transcriben como [b̥, d̥, ɡ̊, z̥, ʒ̊]. La naturaleza de la diferencia fonética entre las consonantes lenis sordas y las similares consonantes fortis sordas es controversial. Generalmente se describe como una diferencia en la fuerza articulatoria y ocasionalmente como una diferencia en la longitud articulatoria; por lo general, se supone que una de las características implica a la otra. 
En muchos dialectos del alemán, la oposición entre fortis y lenis neutralizadas en la coda silábica, se debe a un ensordecimiento terminal (Auslautverhärtung). Pocos dialectos del alemán, como el alemán suizo, presentan una excepción a esto. 
En varios dialectos centrales y meridionales, la oposición entre fortis y lenis se neutraliza también en el comienzo de la sílaba; a veces solo en el comienzo de sílabas tónicas, a veces en todos los casos.
La pareja /f-v/ no se considera una pareja fortis-lenis, sino una simple pareja sorda-sonora, como /v/ permanece sonora en todos los dialectos, incluyendo los dialectos meridionales que ensordecen las lenis. Generalmente, el meridional /v/ se realiza como la sonora  aproximante [ʋ]. Sin embargo, los dialectos meridionales distinguen entre un fortis /f/ (como en sträflich [ˈʃtrɛːflɪç] del medio alto alemán stræflich) y un lenis /f/ ([v̥], como en höflich [ˈhøːv̥lɪç] del medio alto alemán hovelîch); esto es análogo a la oposición de fortis /s/ ([s]) y lenis [z̥].

## Acento
El acento en alemán recae usualmente en la primera sílaba, con las siguientes excepciones: 
- Muchos préstamos, especialmente nombres propios, conservan su acento original.
- Los verbos del grupo "-ieren" ("studieren", "kapitulieren", "stolzieren", etc.) reciben acento en la penúltima sílaba.
- Adverbios compuestos, con her, hin, da, o wo como su primera parte de la sílaba, reciben acento en la segunda sílaba.

Además, el alemán hace distinción de acento entre prefijos separables (acento en prefijo) y prefijos inseparables (acento en la raíz) en verbos y palabras derivados de tales verbos.  Por lo tanto:
- Palabras que comienzan con be-, ge-, er-, ver-, zer-, ent-, emp- y algunas otras reciben acento en la segunda sílaba.
- Palabras que comienzan con ab-, auf-, ein-, vor- y muchos otros adverbios preposicionales reciben acento en la primera sílaba.
- Algunos prefijos, notablemente über-, unter- y um-, pueden funcionar como prefijos separables e inseparables, y son tónicos y átonos, respectivamente.
- Raramente se forman dos homógrafos con tales prefijos. No son estrictamente homófonos. Considérese la palabra umschreiben. Como um•schreiben (prefijo separable), que significa "reescribir", y se pronuncia ['ʊmʃʀaɪbən], y su sustantivo relacionado, die Umschreibung también recibe acento en la primera sílaba.  Por otra parte, umschreiben (prefijo inseparable) se pronuncia [ʊm'ʃʀaɪbən].  Esta palabra significa "circunscribir", y su sustantivo relacionado, die Umschreibung ("circunscripción", "circunlocución") también recibe acento en la segunda sílaba. Otro ejemplo es la palabra umfahren. Con acento en la raíz ([ʊmˈfaːʀən]) significa "circunvalar (un obstáculo en la calle)", y con acento en el prefijo ([ˈʊmfaːʀən]) significa "colisionar con (un objeto en la calle)".

## Cambios fonéticos históricos
La pareja de vocales del alto alemán medieval [ei]/[iː] y [ou]/[uː] se han fusionado en [ai] y [au], respectivamente, en el alemán estándar moderno, aunque muchos dialectos conservan esa distinción. Por ejemplo, mientras heiß 'caliente' (medio alto alemán heiz) y Eis 'hielo' (medio alto alemán îs) riman en el idioma estándar, no así en los dialectos austro-bávaros (hoaß/äis), ni en los dialectos alemánicos  (heiß/iis), ni en el yidis (heys/ayz), también descendientes del medio alto alemán.

## Fusiones fonémicas
Una fusión encontrada en muchos acentos del alemán es la de /ɛː/ (escrita ä(h)) con /eː/ (escrita e, ee, o eh). Algunos hablantes fusionan los dos en todas partes, algunos los distinguen en todas partes, otros conservan /ɛː/, distinguen sólo en las formas del subjuntivo II de los verbos fuertes (por ejemplo ellos distinguen ich gäbe 'daría' (subjuntivo II de "geben") vs. ich gebe 'doy' (presente del indicativo de "geben"), pero no Bären 'osos' vs. Beeren 'bayas').
Otra fusión común es la de /ɡ/ en el final de una sílaba /ç/ (después de una vocal anterior) o, menos común, /x/ (después de una vocal posterior o /a/). En el caso de la terminación -ig, esta pronunciación es prescrita por el estándar Siebs, por ejemplo wichtig [ˈvɪçtɪç]. La fusión no aparece ni en alemán austro-bávaro ni en alemánico ni en los dialectos correspondientes del alemán estándar.

## Muestra
El texto de la muestra es una lectura de El viento del Norte y el Sol. La transcripción fonológica trata a cada instancia de /ɐ/ y /ɐ̯/ como /ər/ y /r/, respectivamente. La transcripción fonética es una transcripción bastante estricta del acento septentrional formal. El hablante transcrito en la transcripción narrativa tiene 62 años, y está leyendo en un estilo coloquial. No están transcritas las aspiraciones, las oclusivas glotales y el ensordecimientos de las consonantes débiles después de consonantes sordas.

### Transcripción fonémica
/aɪ̯nst ˈʃtrɪtən zɪç ˈnɔrtvɪnt ʊnt ˈzɔnə | veːr fɔn iːm ˈbaɪ̯dən voːl deːr ˈʃtɛrkərə vɛːrə | als aɪ̯n ˈvandərər | deːr ɪn aɪ̯n ˈvarm ˈmantəl gəˌhʏlt var | dɛs ˈveːgəs daˈheːrkaːm || ziː vʊrdən ˈaɪ̯nɪç | das ˈdeːrˌjeːnɪgə fyːr deːn ˈʃtɛrkərən ˌɡɛltən zɔltə | deːr  deːn ˈvandərər ˈt͡svɪŋən vʏrdə | zaɪ̯n ˈmantəl ˈapt͡suːˌneːmən || deːr ˈnɔrtvɪnt bliːs mɪt ˈalər ˈmaxt | aːbər jeː ˈmeːr eːr ˈbliːs | dɛstoː ˈfɛstər ˈhʏltə zɪç deːr ˈvandərər ɪn zaɪ̯nən ˈmantəl aɪ̯n || ˈɛntlɪç gaːp deːr ˈnɔrtvɪnt deːn ˈkamp͡f ˈaʊ̯f || nuːn ɛrˈvɛrmtə diː ˈzɔnə diː ˈlʊft mɪt iːrən ˈfrɔʏ̯ntlɪçən ˈʃtraːlən | ʊnt ˈʃoːnax ˈveːnɪgən ˈaʊ̯gənˌblɪkən t͡soːk deːr ˈvandərər zaɪ̯nən ˈmantəl aʊ̯s || da mʊstə deːr ˈnɔrtvɪnt ˈt͡suːgeːbən | das diː ˈzɔnə fɔn iːm baɪ̯dən deːr ˈʃtɛrkərə var/

### Transcripción fonética
[aɪ̯ns ˈʃtʁɪtn̩ zɪç ˈnɔɐ̯tvɪnt ʊn ˈzɔnə | veːɐ̯ fən iːm ˈbaɪ̯dn̩ voːl dɐ ˈʃtɛɐ̯kəʁə veːʁə | als aɪ̯n ˈvandəʁɐ | dɛɐ̯ ɪn aɪ̯n ˈvaɐ̯m ˈmantl̩ gəˌhʏlt vaɐ̯ | dəs ˈveːgəs daˈheːɐ̯kaːm || zɪ vʊɐ̯dn̩ ˈaɪ̯nɪç | das ˈdeːɐ̯ˌjeːnɪgə fʏɐ̯ dən ˈʃtɛɐ̯kəʁən ˌɡɛltn̩ zɔltə | dɛɐ̯  dən ˈvandəʁɐ ˈt͡svɪŋː vʏɐ̯də | zaɪ̯m ˈmantl̩ ˈapt͡suːˌneːmː || dɛɐ̯ ˈnɔɐ̯tvɪm ˈbliːs mɪt ˈalɐ ˈmaχt | abɐ jeː ˈmeːɐ̯ ɛɐ̯ ˈbliːs | dɛstoː ˈfɛstɐ ˈhʏltə zɪç dɐ ˈvandəʁɐ ɪn zaɪ̯m ˈmantl̩ aɪ̯n || ˈɛntlɪç gaːp dɐ ˈnɔɐ̯tvɪn dəŋ ˈkamp͡f ˈaʊ̯f || nuːn ɛɐ̯ˈvɛɐ̯mtə dɪ ˈzɔnə dɪ ˈlʊfp mɪt iːɐ̯n ˈfʁɔʏ̯ntlɪçn̩ ˈʃtʁaːln | ʊn ˈʃoːnaχ ˈveːnɪgŋ̍ ˈaʊ̯gŋ̍ˌblɪkŋ̍ t͡soːk dɐ ˈvandəʁɐ zaɪ̯m ˈmantl̩ aʊ̯s || da mʊstə dɐ ˈnɔɐ̯tvɪn ˈt͡suːgeːbm̩ | das dɪ ˈzɔnə fən iːm baɪ̯dn̩ dɐ ˈʃtɛɐ̯kəʁə vaɐ̯]

### Versión ortográfica
Einst stritten sich Nordwind und Sonne, wer von ihnen beiden wohl der Stärkere wäre, als ein Wanderer, der in einen warmen Mantel gehüllt war, des Weges daherkam. Sie wurden einig, dass derjenige für den Stärkeren gelten sollte, der den Wanderer zwingen würde, seinen Mantel abzunehmen. Der Nordwind blies mit aller Macht, aber je mehr er blies, desto fester hüllte sich der Wanderer in seinen Mantel ein. Endlich gab der Nordwind den Kampf auf. Nun erwärmte die Sonne die Luft mit ihren freundlichen Strahlen, und schon nach wenigen Augenblicken zog der Wanderer seinen Mantel aus. Da musste der Nordwind zugeben, dass die Sonne von ihnen beiden der Stärkere war.

### Traducción
Hace mucho tiempo, discutían el Viento del Norte y el Sol por saber cuál de los dos era el más fuerte. Al pasar por el camino un viandante muy abrigado, decidieron que el primero que le hiciera quitarse el abrigo sería el más fuerte. El Viento del Norte sopló con todas sus fuerzas, pero cuanto más soplaba, más se tapaba el caminante. Tras ver que sus esfuerzos no daban resultado, el Viento del Norte se rindió. Acto seguido, el Sol comenzó a calentar el aire con sus agradables rayos, y en unos breves instantes, el senderista empezó a desabrocharse el abrigo. En ese momento, al Viento del Norte no le quedó más remedio que admitir que, de los dos, el Sol era el más fuerte.

### Lectura adicional
- Odom, William; Schollum, Benno (1997), German for Singers (2nd edición), New York: Schirmer Books, ISBN 978-0028646015.
- Siebs, Theodor (1969), Deutsche Aussprache, Berlin: Walter de Gruyter, ISBN 978-3110003253.